# Eduardo Dasent
Eduardo Dasent (ur. 1 października 1988 w Panamie) – panamski piłkarz występujący na pozycji obrońcy.

## Kariera klubowa
Dasent seniorską karierę rozpoczął w 2006 roku w zespole Tauro FC. W tym czasie wywalczył z nim mistrzostwo fazy Apertura (2007), wicemistrzostwo Panamy (2006), a także wicemistrzostwo faz Apertura i Clausura w 2008. W 2010 roku został wypożyczony do gwatemalskiego Deportivo Marquense, a na początku 2011 roku podpisał kontrakt z kolumbijskim Atlético Bucaramanga.

## Kariera reprezentacyjna
W reprezentacji Panamy Dasent zadebiutował w 2010 roku. W 2011 roku został powołany do kadry na Złoty Puchar CONCACAF.